# 二村秀樹
二村秀樹，日本男性動畫師、演出家、設計師。現在是STUDIO 4℃所屬。

## 主要參加作品

### 電視動畫
- 1995年：新世紀福音戰士（原畫）
- 1996年：機械女神J（OP原畫）
- 1998年：鋼鐵新世紀（日语：鉄コミュニケイション）（設計工作、分鏡、演出）
- 2010年：Rita et Machin（日语：リタとナントカ）（分鏡、演出）
- 2012年：坂道上的阿波羅（分鏡）
- 2013年：革命機Valvrave（戴森球概念設計）
- 2018年：愛在雨過天晴時（分鏡）
- 2019年：女高中生的虛度日常（分鏡）
- 2020年：大欺詐師（分鏡）

### 電影動畫
- 1988年：機動戰士鋼彈 逆襲的夏亞（原畫）
- 1988年：AKIRA（原畫）
- 1991年：！（原畫）
- 1995年：MEMORIES 最臭兵器（原畫）
- 1998年：藍色恐懼（原畫）
- 2007年：天才狂歡派對「LIMIT CYCLE」（導演）

### OVA
- 1986年：無限地帶23 PARTII 告訴我你·的·秘·密（作畫監督補佐、原畫）
- 1987年：機器人公司「Presence」（日语：ロボットカーニバル）（作畫協力）
- 1988年：飛越巔峰（原畫）
- 1988年：ProjectA子3 灰姑娘狂想曲（OP原畫）
- 1991年：THE八犬傳（作畫監督）
- 1992年：創世機士凱亞斯（日语：創世機士ガイアース）（原畫）
- 1999年：太陽之船（日语：太陽の船 ソルビアンカ）（原畫）
- 2000年：JoJo的奇妙冒險 ADVENTURE（導演、視覺工作）
- 2003年：駭客任務立體動畫特集 Part.1～2（作畫監督、設定）
- 2010年：Halo Legends Origins Part1 & Part2（導演）

### 其它
- 天才位元君（日语：天才ビットくん）（位元島設計）[1]
- 2006年：詐欺獵人（日语：クロサギ (テレビドラマ)）（片頭動畫）
- 2007年：FICTION ZERO / NARRATIVE ZERO（日语：FICTION ZERO / NARRATIVE ZERO） 古川日出男（插圖）

## 相關項目
- 中山大輔（日语：中山大輔 (アーティスト)）
- 小原秀一（日语：小原秀一）

## 外部連結
- Genius Party『LIMIT CYCLE』二村秀樹導演專訪1[] （日語）
- （日語）（佐伯幸枝與二村秀樹的專訪）
- （日語）（田中榮子與二村秀樹的專訪）